# Dominacja niezupełna
Dominacja niezupełna, dominacja niepełna, dziedziczenie typu Zea – zjawisko w genetyce polegające na tym, że allel dominujący nie maskuje w pełni efektów ekspresji allelu recesywnego, przy czym w fenotypie heterozygot ujawnia się cecha pośrednia między cechą homozygoty dominującej a cechą homozygoty recesywnej inaczej niż w przypadku kodominacji, gdzie u heterozygot ujawniają się obie cechy.
Dominacja niezupełna występuje w przypadku dziedziczenia: barwy kwiatów u wyżlinu większego (czerwone kwiaty dominują nad białymi, heterozygoty są różowe); umaszczenia bydła rasy shorthorn (czerwone umaszczenie dominuje nad białym, heterozygoty są mroziate); szurpatość u kur; upierzenie kur andaluzyjskich; długość uszu u owiec rasy karakuł.
Charakterystyczna dla dominacji niezupełnej jest wartość rozszczepienia genotypów oraz fenotypów w drugim pokoleniu mieszańców wynosząca 1:2:1 (w przypadku genotypu: homozygota dominująca:heterozygota:homozygota recesywna, a w przypadku fenotypu cecha A:cecha pośrednia:cecha B).